# Зећира Мушовић
Зећира Мушовић (Фалун, 26. мај 1996) шведска је фудбалерка која игра на позицији голмана. Тренутно наступа за Челси и за репрезентацију Шведске.

## Биографија
Мушовићева је бошњачког порекла из Пријепоља. Њени родитељи су се током ратова у Југославији преселили у Шведску.

## Репрезентативна каријера
Играла је за бројне омладинске селекције Шведске. За сениорску репрезентацију је дебитовала 2018. против Русије.
У мају 2019. је одабрана у састав репрезентације за Светско првенство 2019.
У јуну 2023. је била у саставу Шведске за Светско првенство 2023. У осмини финала против Сједињених Америчких Држава је забележила неколико одбрана које су се на крају испоставиле кључне јер је Шведска забележила победу. Шведска је на турниру дошла до бронзане медаље победивши домаћина Аустралију у борби за треће место.

## Статистика каријере

### Репрезентативна
Ажурирано 9. августа 2023.
| Репрезентација | Година | Утакмица | Голови | Минута |
| -------------- | ------ | -------- | ------ | ------ |
| Шведска        | 2017   | 0        | 0      | 0      |
| Шведска        | 2018   | 2        | 0      | 180    |
| Шведска        | 2019   | 0        | 0      | 0      |
| Шведска        | 2020   | 1        | 0      | 90     |
| Шведска        | 2021   | 1        | 0      | 90     |
| Шведска        | 2022   | 4        | 0      | 270    |
| Шведска        | 2023   | 5        | 0      | 480    |
| Укупно         | Укупно | 13       | 0      | 1110   |